# Paris-Nice 1975
Paris-Nice 1975 est la 33e édition de la course cycliste Paris-Nice. La course a lieu entre le 9 et le 16 mars 1975. La victoire revient au coureur néerlandais Joop Zoetemelk, de l'équipe Gan-Mercier, devant Eddy Merckx (Molteni-RYC) et Gerrie Knetemann (Gan-Mercier).
À 20 ans, Bernard Hinault dispute sa première grande course internationale sur ce Paris-Nice. C'est également la première fois qu'il court face au Belge Eddy Merckx (29 ans), deux coureurs qui ne seront opposés finalement qu'à de rares occasions. Peu impressionné par le champion belge, Hinault déclare : « Merckx, il est comme moi, il a deux bras et deux jambes. ». Merckx se classe finalement deuxième de l'épreuve, tandis que Hinault termine septième et premier Français.

## Participants
Dans cette édition de Paris-Nice, 112 coureurs participent divisés en 14 équipes : Gan-Mercier, Molteni-RYC, Peugeot-BP-Michelin, Flandria-Carpenter, Alsaver-Jeunet-De Gribaldy, Gitane-Campagnolo, Scic, Rokado, Kas, IJsboerke-Colner, TI-Raleigh, Super Ser, Sélection polonaise et Jobo-Wolber. L'épreuve est terminée par 60 coureurs.

## Étapes
| Étapes                | Date    | Villes étapes                 | Km      | Vainqueur d’étape | Leader du classement général |
| --------------------- | ------- | ----------------------------- | ------- | ----------------- | ---------------------------- |
| Prologue              | 9 mars  | Fontenay-sous-Bois (clm)      | 1,7 km  | Eddy Merckx       | Eddy Merckx                  |
| 1re étape             | 10 mars | Évry-Saint-Doulchard          | 238 km  | Eric Leman        | Cyrille Guimard              |
| 2e étape              | 11 mars | La Guerche-Beaune             | 209 km  | Freddy Maertens   | Cyrille Guimard              |
| 3e étape              | 12 mars | Cuisery-Saint-Étienne         | 234 km  | Franco Bitossi    | Freddy Maertens              |
| 4e étape              | 13 mars | Saint-Étienne-Orange          | 223 km  | Jacques Esclassan | Franco Bitossi               |
| 5e étape              | 14 mars | Orange-Saint-Rémy-de-Provence | 166 km  | Eddy Merckx       | Joop Zoetemelk               |
| 6e étape, 1er secteur | 15 mars | Ollioules-Mont Faron          | 13,8 km | Joop Zoetemelk    | Joop Zoetemelk               |
| 6e étape, 2e secteur  | 15 mars | Toulon-Draguignan             | 117 km  | Raymond Delisle   | Joop Zoetemelk               |
| 7e étape, 1er secteur | 16 mars | Seillans-Nice                 | 105 km  | Raymond Delisle   | Joop Zoetemelk               |
| 7e étape, 2e secteur  | 16 mars | Nice-Col d'Èze (clm)          | 9,5 km  | Joop Zoetemelk    | Joop Zoetemelk               |

## Résultats des étapes

### Prologue
9-03-1975. Fontenay-sous-Bois, 1,7 km (clm).
Par décision préfectorale, le parcours du prologue est ramené de 8 km à 1,7 km quelques heures avant le départ.
|   | Cycliste         | Équipe             | Temps      |
| - | ---------------- | ------------------ | ---------- |
| 1 | Eddy Merckx      | Molteni-RYC        | 2 min 42 s |
| 2 | Gerrie Knetemann | Gan-Mercier        | + 1 s      |
| 3 | Cyrille Guimard  | Flandria-Carpenter | + 2 s      |

### 1reétape
10-03-1975. Évry-Saint-Doulchard, 238 km.
|   | Cycliste          | Équipe                     | Temps           |
| - | ----------------- | -------------------------- | --------------- |
| 1 | Eric Leman        | Alsaver-Jeunet-De Gribaldy | 6 h 21 min 06 s |
| 2 | Cyrille Guimard   | Flandria-Carpenter         | m.t.            |
| 3 | Jacques Esclassan | Peugeot-BP-Michelin        | m.t.            |

### 2eétape
11-03-1975. La Guerche-Beaune 209 km.
|   | Cycliste                 | Équipe              | Temps           |
| - | ------------------------ | ------------------- | --------------- |
| 1 | Freddy Maertens          | Flandria-Carpenter  | 5 h 45 min 31 s |
| 2 | Gerben Karstens          | Gitane-Campagnolo   | m.t.            |
| 3 | Jean-Pierre Danguillaume | Peugeot-BP-Michelin | m.t.            |

### 3eétape
12-03-1975. Cuisery-Saint-Étienne 234 km.
|   | Cycliste          | Équipe              | Temps           |
| - | ----------------- | ------------------- | --------------- |
| 1 | Franco Bitossi    | Scic                | 6 h 10 min 11 s |
| 2 | Jacques Esclassan | Peugeot-BP-Michelin | m.t.            |
| 3 | Freddy Maertens   | Flandria-Carpenter  | m.t.            |

### 4eétape
13-03-1975. Saint-Étienne-Orange, 223 km.
|   | Cycliste          | Équipe              | Temps           |
| - | ----------------- | ------------------- | --------------- |
| 1 | Jacques Esclassan | Peugeot-BP-Michelin | 5 h 09 min 47 s |
| 2 | Franco Bitossi    | Scic                | m.t.            |
| 3 | Cyrille Guimard   | Flandria-Carpenter  | m.t.            |

### 5eétape
14-03-1975. Orange-Saint-Rémy-de-Provence, 166 km.
Es puja el Mont Ventoux fins al Chalet Reynard. Merckx s'imposa en l'etapa tot i un defalliment al Ventoux.
|   | Cycliste        | Équipe             | Temps           |
| - | --------------- | ------------------ | --------------- |
| 1 | Eddy Merckx     | Molteni-RYC        | 4 h 25 min 37 s |
| 2 | Freddy Maertens | Flandria-Carpenter | m.t.            |
| 3 | André Dierickx  | Rokado             | + 13 s          |

### 6eétape,1ersecteur
15-03-1975. Ollioules-Mont Faron, 13,8 km. (clm)
|   | Cycliste                 | Équipe              | Temps       |
| - | ------------------------ | ------------------- | ----------- |
| 1 | Joop Zoetemelk           | Gan-Mercier         | 26 min 40 s |
| 2 | Raymond Delisle          | Peugeot-BP-Michelin | + 30 s      |
| 3 | Gianbattista Baronchelli | Scic                | + 33 s      |

### 6eétape,2esecteur
15-03-1975. Toulon-Draguignan, 117 km.
|   | Cycliste        | Équipe              | Temps           |
| - | --------------- | ------------------- | --------------- |
| 1 | Raymond Delisle | Peugeot-BP-Michelin | 3 h 06 min 53 s |
| 2 | Freddy Maertens | Flandria-Carpenter  | + 12            |
| 3 | Eddy Merckx     | Molteni-RYC         | m.t.            |

### 7eétape,1ersecteur
16-03-1975. Seillans-Nice, 105 km.
La course est neutralisée par une manifestation de viticulteurs au col de Bourigaille.
|   | Cycliste         | Équipe              | Temps           |
| - | ---------------- | ------------------- | --------------- |
| 1 | Raymond Delisle  | Peugeot-BP-Michelin | 2 h 41 min 31 s |
| 2 | Domingo Perurena | Kas                 | + 1 min 20 s    |
| 3 | Graeme Gilmore   | IJsboerke-Colner    | m.t.            |

### 7eétape,2esecteur
16-03-1975. Nice-Col d'Èze, 9,5 km (clm).
|   | Cycliste          | Équipe             | Temps       |
| - | ----------------- | ------------------ | ----------- |
| 1 | Joop Zoetemelk    | Gan-Mercier        | 20 min 59 s |
| 2 | Gerrie Knetemann  | Gan-Mercier        | + 28 s      |
| 3 | Michel Pollentier | Flandria-Carpenter | + 34 s      |

## Classements finals

### Classement général
|    | Cycliste                 | Équipe             | Temps            |
| -- | ------------------------ | ------------------ | ---------------- |
| 1  | Joop Zoetemelk           | Gan-Mercier        | 34 h 32 min 29 s |
| 2  | Eddy Merckx              | Molteni-RYC        | + 1 min 33 s     |
| 3  | Gerrie Knetemann         | Gan-Mercier        | + 1 min 44 s     |
| 4  | Gianbattista Baronchelli | Scic               | + 1 min 48 s     |
| 5  | Freddy Maertens          | Flandria-Carpenter | + 2 min 07 s     |
| 6  | Dietrich Thurau          | TI-Raleigh         | + 3 min 17 s     |
| 7  | Bernard Hinault          | Gitane-Campagnolo  | + 4 min 08 s     |
| 8  | Joseph Bruyère           | Molteni-RYC        | + 4 min 16 s     |
| 9  | Luis Ocaña               | Super Ser          | + 4 min 30 s     |
| 10 | Sylvain Vasseur          | Super Ser          | + 4 min 58 s     |